# Simone-de-Beauvoir-Preis
Der Simone-de-Beauvoir-Preis (französisch Prix Simone de Beauvoir pour la liberté des femmes) ist ein internationaler Menschenrechtspreis, der seit 2008 an Einzelpersonen oder Gruppen verliehen wird, die sich für die Gleichstellung der Geschlechter und gegen Menschenrechtsverletzungen einsetzen. Er ist benannt nach der französischen Schriftstellerin und Philosophin Simone de Beauvoir, die für ihre 1949 erschienene Abhandlung Das andere Geschlecht über die Frauenrechte bekannt wurde.
Der Preis wurde von Julia Kristeva am 9. Januar 2008, dem 100. Jahrestag von de Beauvoirs Geburt, ins Leben gerufen. Das Komitee des Simone-de-Beauvoir-Preises wird von Sylvie Le Bon de Beauvoir und Pierre Bras geleitet.

Der Preis wird jedes Jahr an eine bemerkenswerte Persönlichkeit verliehen, deren Mut und Gedanken beispielhaft für alle sind, ganz im Sinne von Simone de Beauvoir, die schrieb: „Das letzte Ziel, nach dem der Mensch streben sollte, ist die Freiheit, das einzige, worauf sich jedes Ziel stützen kann.“

## Preisträger
- 2008 – Taslima Nasreen,  Bangladesch, Schriftstellerin, und Ayaan Hirsi Ali,  Niederlande, Schriftstellerin, Politikerin[3]
- 2009 – One Million Signatures,  Iran, Frauenrechtskampagne für die Abschaffung diskriminierender Gesetze im Iran[4]
- 2010 – Ai Xiaoming,  Volksrepublik China, Fotografin und Professorin an der Sun-Yat-sen-Universität, und Jianmei Guo,  Volksrepublik China, Rechtsanwältin und Gründerin des Women’s Law Studies and Legal Aid Center an der juristischen Fakultät der Peking-Universität[5]
- 2011 – Ljudmila Ulizkaja,  Russland, Schriftstellerin und Bürgerrechtlerin
- 2012 – Association tunisienne des femmes démocrates,  Algerien, Bürgerrechtsorganisation[6]
- 2013 – Malala Yousafzai,  Pakistan, Bloggerin und Aktivistin[7]
- 2014 – Michelle Perrot,  Frankreich, Historikerin[8]
- 2015 – National Museum of Women in the Arts,  Vereinigte Staaten, Museum in Washington D. C.[9]
- 2016 – Giusi Nicolini,  Italien, Bürgermeisterin von Lampedusa, für ihr Engagement bei der Integration von Immigranten auf der Insel
- 2017 – Save Women,  Polen, Frauenrechtsorganisation vertreten durch Barbara Nowacka[10]
- 2018 – Aslı Erdoğan,  Türkei, Schriftstellerin[11]
- 2019 – Sara García Gross,  El Salvador, Bürgerrechtsaktivistin[12]
- 2020 – Collectif 490 des Hors-la-loi du Maroc,  Marokko, Organisation für sexuelle Selbstbestimmung[13]
- 2021 – Scholastique Mukasonga  Ruanda, Schriftstellerin[14]
- 2022 – La Maison des femmes de Saint-Denis,  Frankreich, Frauenhaus in Saint-Denis vertreten durch Ghada Hatem-Gantzer[15]
- 2023 – Iranische Frauen im Kampf für die Freiheit,  Iran, im Gedächtnis an Mahsa Amini[16]
- 2024 – Marie-Paule Djegue Okri,  Elfenbeinküste, Agronomin und Frauenrechtsaktivistin[17]